# Konstytucja Grecji
Konstytucja Grecji została utworzona i wprowadzona w życie w 1975 roku. Jest najwyższym prawem i podstawą greckiego systemu prawnego. Przepisy konstytucji były trzykrotnie zmieniane: w 1986, 2001 i 2008 r.

## Historia
Historia greckiego konstytucjonalizmu sięga czasów wojny niepodległość, gdy to w trakcie wojny powstawały kolejno trzy różne wersje konstytucji.
Pierwsza z greckich ustaw zasadniczych uchwalona została przez pierwszy Parlament Hellenów, zwołany w 1822 roku w Nafplion i przeredagowana w 1823 r. przez następny parlament. Działo się to w trakcie walk o niepodległość. Jedna i druga ustanawiały ustrój republikański, co jednak rodziło nieufność mocarstw, ograniczając możliwość pozyskania wystarczającej pomocy militarnej. Pod presją zzagranicy i wobec braku zgody narodowej, trzecia z ustaw zasadniczych, uzgodniona z konferencją londyńską od roku 1833 zmieniała Grecję w monarchię. Pierwszy z monarchów Otton I Wittelsbach objął tron w 1832 r. i usiłował rządzić absolutnie, by w roku 1843 zostać zmuszonym przez bunt wojskowych do ogłoszenia nowej konstytucji, a 1862 zostać złożonym z tronu, z zarzutem nierespektowania postanowień Konstytucji Grecji.
Współczesna (republikańska) ustawa zasadnicza została zaakceptowana przez 5 Parlament Hellenów wraz z poprawkami z 1986 oraz z 2001 roku. Nowa konstytucja zastąpiła starą grecką konstytucję obowiązującą od 1952 roku.

## Przepisy w konstytucji
Grecka konstytucja zawiera 120 artykułów podzielonych na 4 części.
- Część 1 (Artykuły 1-3) – Przepis w konstytucji potwierdza ustanowienie Grecji jako republiki z własnym parlamentem oraz prezydentem oraz potwierdza dominację Greckiego Kościoła Prawosławnego w Grecji.

- Część 2 (Artykułu 4-25) – Przepis w konstytucji potwierdza ochronę praw człowieka oraz ochronę danych personalnych za którą odpowiedzialne są odpowiednie służby które zostały do tego stworzone.

- Część 3 (Artykuły 26-105) – Konstytucja nakreśla organizacje i funkcje które są wykonywane w państwie. Artykuł 28 oficjalnie dołącza prawo międzynarodowe do greckiego prawa.

- Część 4 (Artykuły 106-120) jest to przepis mówiący o objęciu specjalnym i chwilowym zabezpieczeniu[styl do poprawy].

## Poprawki w konstytucji
Od 1975 roku miały miejsce dwie poprawki w greckiej konstytucji. Pierwszy raz poprawka miała miejsce w 1986 roku, drugi raz w 2001 roku kiedy to Kostas Karamanlis zaproponował zmiany w ustawach konstytucyjnych. Po otwartej debacie w parlamencie poprawki zostały przyjęte. Kolejne poprawki przyjęto w 2008, przy czym grecka Konstytucja nie może być zmieniana częściej, niż co 5 lat.